# Santa Teresa de Morales Dos
Santa Teresa de Morales Dos är en ort i Mexiko.   Den ligger i kommunen Pénjamo och delstaten Guanajuato, i den centrala delen av landet, 300 km väster om huvudstaden Mexico City. Santa Teresa de Morales Dos ligger 1 697 meter över havet och antalet invånare är 123.
Terrängen runt Santa Teresa de Morales Dos är platt åt nordväst, men åt sydost är den kuperad. Runt Santa Teresa de Morales Dos är det ganska tätbefolkat, med 104 invånare per kvadratkilometer. Närmaste större samhälle är Pénjamo, 15,5 km nordost om Santa Teresa de Morales Dos. I omgivningarna runt Santa Teresa de Morales Dos växer huvudsakligen savannskog.